# Thrips fallaciosus
Thrips fallaciosus är en insektsart som beskrevs av Nakahara 1994. Thrips fallaciosus ingår i släktet Thrips och familjen smaltripsar. Inga underarter finns listade i Catalogue of Life.